# Geocentrisme

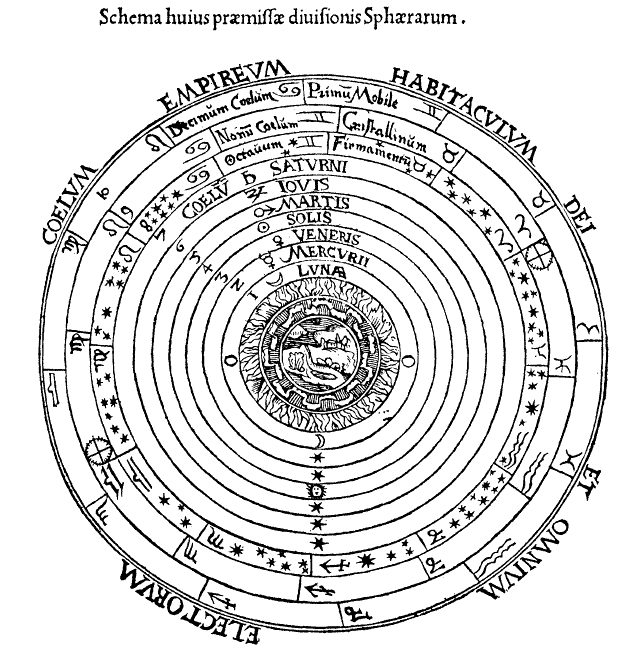
Geocentrisch model van de kosmos uit Peter Apians Cosmographia, Antwerpen 1539

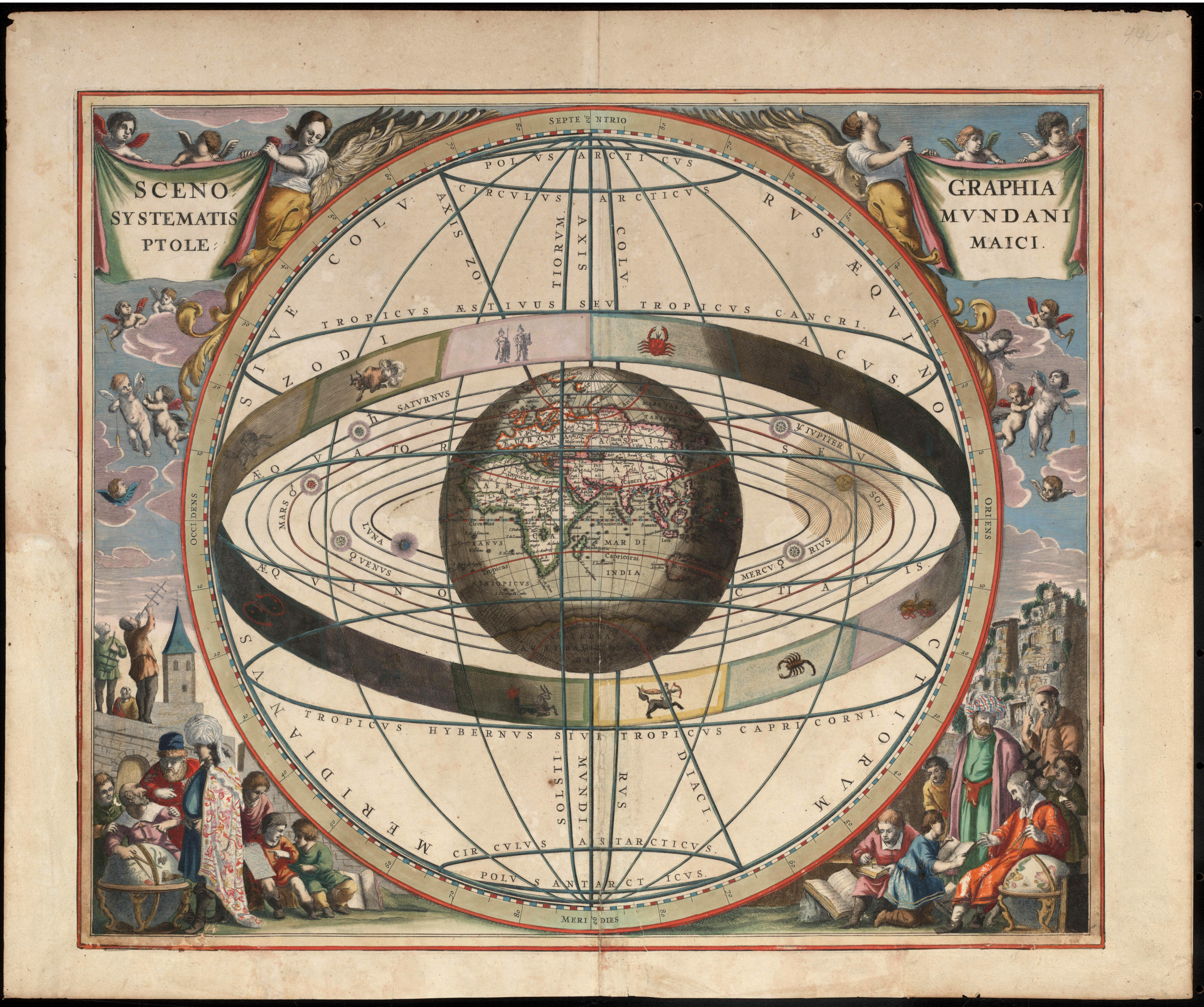
Ptolomeïsch systeem (1660/61)

Demonstratie hoe een ellips gevormd kan worden met twee eenparig bewegende cirkels. Het middelpunt van de eerste cirkel (blauw) valt echter niet samen met het brandpunt van de ellips (geel) en de bewegingssnelheid wijkt ook af.

Het geocentrisme of geocentrische model was, gedurende de middeleeuwen, het wereldbeeld (in de wetenschap: paradigma) dat de Aarde in het centrum van het zonnestelsel, en van het hele universum plaatste. In dit model draaiden de zon en de andere hemellichamen om de aarde. Het onderscheid tussen zonnestelsel en het wijdere universum (heelal) werd pas gemaakt in moderne tijden. Aan het geocentrische model lag een religieus idee van exceptionalisme ten grondslag. Dat wil zeggen dat de bijzondere positie van de mens in de schepping het niet toestond dat de Aarde zich ergens anders dan in het centrum van het universum zou bevinden. 
Het geocentrische wereldbeeld was in zwang gedurende de klassieke tijd en de middeleeuwen, hoewel er toen ook al aanhangers waren van het heliocentrisme, dat stelt dat de zon het centrum is van het zonnestelsel.
Invloedrijke Griekse filosofen als Ptolemaeus en Aristoteles geloofden dat de Zon, de Maan, de andere planeten en de sterren om de ronde Aarde heen cirkelden. Ook in het oude China was dit het overheersende wereldbeeld. Dit is niet hetzelfde als de notie van een platte aarde, waarboven de Zon en de andere planeten op- en ondergaan. Het geocentrische model werd lang aangehangen omdat de mens op Aarde deze niet voelt ronddraaien, en omdat de Zon en andere hemellichamen ogenschijnlijk elke dag om de Aarde heen draaien. Dit model hield stand tot in de 16e eeuw, toen Copernicus met een nieuw theoretisch model kwam, met de Zon als centrum van het zonnestelsel. Dit model zou later uitgebreid en verbeterd worden door onder anderen Johannes Kepler en Galileo.

## Geschiedenis van het geocentrisme
De eersten die algemeen accepteerden dat de Aarde bolvormig is, waren de Grieken. In de Griekse oudheid waren de aanhangers van een heliocentrisch model in de minderheid, met onder hen Aristarchus en zijn volgeling Seleucus van Seleucia.
Er waren ook andere ideeën over het universum in omloop. In de zesde eeuw voor Christus stelde Anaximander voor dat de Aarde een deel van een cilinder was, die omhoog gehouden wordt in het centrum van het universum. Onzichtbare wielen draaiden om de aarde. In die wielen zaten gaten, waardoor je het verborgen vuur kon zien en die gaten waren de Zon, Maan etc. In dezelfde tijd dachten de Pythagoreërs dat de Aarde een bol was.
Het overgeleverde werk van Aristoteles uit de vierde eeuw voor Christus heeft, in de vorm van het aristotelisme, grote invloed gehad op het natuurwetenschappelijk denken tot in de middeleeuwen. Aristoteles ging ervan uit dat de Aarde in het centrum stond van het universum en dat de planeten, sterren en andere hemellichamen op 56 opeenvolgende concentrische bollen vast zaten en om de Aarde draaiden. De Maan zat vast in de bol die het dichtst bij de Aarde stond en de sterren zaten op de buitenste schil.
De oude Grieken waren zich al bewust van het feit dat als de Aarde beweegt, de sterren gedurende het jaar ten opzichte van de achtergrond moeten bewegen, het principe van parallax. Sterrenbeelden zouden dan moeten veranderen, bijvoorbeeld. Dit observeerden zij niet, dus concludeerden zij dat de Aarde stil staat en het heliocentrische wereldbeeld daarmee onzin is. Ook het niet verschillen van de helderheid van Venus gedurende het jaar (wat je zou verwachten als die steeds op verschillende afstand staat), werd als argument tegen het heliocentrisme aangedragen. Met de uitvinding van de telescoop duizenden jaren later, bleek dat de sterren wel degelijk parallax vertonen, maar dat dit een klein effect is vanwege het feit dat de sterren duizenden malen verder weg staan dan de zon en de planeten. Het feit dat Venus nauwelijks in helderheid verschilt, komt doordat het effect gecompenseerd wordt door de schijngestalten van Venus. Venus wordt, gezien vanaf de aarde niet altijd op dezelfde manier beschenen door de zon. Hierdoor heeft Venus schijngestalten, net als de maan. Als Venus achter de zon staat, staat Venus verder van de aarde, maar weerkaatst het al het zonlicht richting de aarde. Als Venus voor de zon staat, weerkaatst het het zonlicht van de aarde af. Maar doordat deze planeet dichter bij de aarde staat, weerkaatst ze toch relatief veel zonlicht richting de Aarde. 
In de tweede eeuw na Christus zette Claudius Ptolemaeus in de Almagest op papier wat het definitieve geocentrische model zou worden in de daaropvolgende eeuwen. In het ptolemaeïsche systeem draaien de Maan, de planeten en de sterren in cirkels rond de Aarde. Hier komen de schillen of bollen van Aristoteles weer terug. De volgorde van de schillen van het model van Ptolemaeus zijn van binnen naar buiten:
1. de Maan
2. Mercurius
3. Venus
4. de Zon
5. Mars
6. Jupiter
7. Saturnus
8. bol met de vaste sterren

Als je uitgaat van cirkels of bollen als banen voor de hemellichamen, klopt het model niet met astronomische waarnemingen. Planeten maken bijvoorbeeld gedurende hun reis aan de hemel gezien vanaf de Aarde een retrograde beweging: zij gaan eerst vooruit, dan weer een stukje terug en dan weer vooruit. Dit valt met enkel cirkelbanen niet te verklaren. Om zijn model beter te laten overeenkomen met de werkelijkheid, introduceerde Ptolemaeus epicykels, hulpcirkels. Hierdoor was het systeem alsnog vrij ingewikkeld, maar er konden wel accurate astronomische voorspellingen mee gedaan worden. Ptolemaeus zelf propageerde ook dat zijn model vooral gebruikt moest worden om berekeningen mee te doen en nam het niet aan als waarheid voor hoe het universum er in werkelijkheid uitzag. Het boek de Almagest werd tijdens de Middeleeuwen in Europa gezien als de culminatie van alle wijsheid die de Grieken hadden opgedaan in de oudheid en werd daarmee als bijna heilig gezien.

## Van geocentrisme naar heliocentrisme
Het geocentrische wereldbeeld van Ptolemaeus hield, met goedkeuring van de kerk, stand totdat de Poolse priester Copernicus zijn heliocentrische heelal presenteerde in 1543. In het model van Copernicus liepen de planeten en manen ook in cirkelbanen, dus hij had ook epicykels nodig om de theorie kloppend te maken. Afgezien van de religieuze en wetenschappelijke bezwaren die tegen Copernicus werden ingebracht is het dus ook zo dat zijn model eigenlijk niet veel handiger was dan het geocentrische wereldbeeld. Er moesten nog steeds ingewikkelde berekeningen worden uitgevoerd om de bewegingen van hemellichamen te voorspellen. In die tijd was dat eigenlijk de enige reden voor het bestaan van de sterrenkunde. Het Copernicaanse model was volgens velen geen echte verbetering en Copernicus' werk ondervond aanvankelijk welwillende onverschilligheid. In 1609 stelde Kepler het Copernicaanse model bij door ellipsbanen in te voeren, waardoor er een simpel model ontstond dat ook overeenkwam met de werkelijkheid en dat relatief makkelijke berekeningen mogelijk maakte. Hoewel het eigenlijk Kepler was die het heliocentrische model toepasbaar maakte, spreekt men van 'Copernicaans model'. 
Eveneens in 1609 werd de telescoop uitgevonden. Via de telescoop werden ontdekkingen gedaan die tegen het geocentrische wereldbeeld in gingen. Via de telescoop kon men de schijngestalten van Venus zien, waarmee duidelijk werd dat Venus zich afwisselend voor, naast en achter de zon bevindt. Tevens werden er manen ontdekt die rondom Jupiter draaien. Kennelijk bestonden er ook hemellichamen die niet om de aarde draaien. Ten slotte werd - meer dan 200 jaar na de ontdekking van de telescoop - ontdekt dat sterren toch een parallax vertonen, wat aantoont dat de aarde om de zon draait. 
Maar het was uiteindelijk Isaac Newton die een sluitende wetenschappelijke verklaring vond voor het heliocentrische wereldbeeld: alle sterren en planeten trekken elkaar aan. Overigens is het beter om te zeggen dat de aarde en de zon om een gemeenschappelijk middelpunt draaien. De aarde trekt namelijk ook aan de zon, maar omdat de zon veel zwaarder is dan de aarde, ligt dit gemeenschappelijke zwaartepunt diep in de zon, op slechts 600 km afstand van het middelpunt van de zon. Het geocentrisme heeft geen theoretische onderbouwing. Het geocentrische wereldbeeld plaatst de aarde in een uitzonderingspositie. De wetten op aarde zouden dan anders zijn en niet verenigbaar zijn met de rest van het heelal.

## Moderne opvattingen
In de 19e eeuw en 20e eeuw is duidelijk geworden dat ook de zon niet het middelpunt is van het heelal en dat het zonnestelsel onderdeel is van een sterrenstelsel. Het zonnestelsel draait in een baan rond het middelpunt van de Melkweg, die weer beweegt ten opzichte van andere sterrenstelsels. Wetenschappelijk gezien heeft zowel de aarde als de zon geen uitzonderingspositie ten opzichte van de rest van het heelal.  
Ook blijkt de gravitatiewet van Newton niet helemaal te kloppen. De algemene relativiteitstheorie kan planeetbanen, met name die van Mercurius, nauwkeuriger voorspellen. De algemene relativiteitstheorie stelt dat alle fysische processen in een willekeurig referentiestelsel kunnen worden verklaard door ruimte en tijd niet te zien als onafhankelijke grootheden, maar door ze met elkaar te verbinden. Beter kan men spreken over ruimtetijd, een inertiaalstelsel waarin ruimte en tijd verweven zijn, en veranderen onder invloed van aanwezige materie of energie. Dit betekent ook dat er niet zoiets bestaat als een middelpunt, maar dat elke waarnemer zijn eigen inertiaalstelsel van tijd en ruimte heeft. Iedere waarnemer mag zichzelf het middelpunt van alles noemen.

## Modern geocentrisme
Tegenwoordig zijn er nog steeds groepen die vasthouden aan het idee van de Aarde als middelpunt van het heelal. De redenen hiervoor zijn meestal religieus. Vaak worden delen uit de Bijbel geciteerd die, als ze letterlijk worden genomen, aan zouden tonen dat de Aarde stil staat en dat de dagelijkse beweging van de Zon en Maan door hun eigen bewegingen worden veroorzaakt. Een voorbeeld is Prediker 1:5:
Ook rijst de zon op, en de zon gaat onder, en zij hijgt naar haar plaats, waar zij oprees.
En Jozua 10:12-13:
Toen sprak Jozua tot den HEERE, ten dage als de HEERE de Amorieten voor het aangezicht de kinderen Israëls overgaf, en zeide voor de ogen der Israëlieten: Zon, sta stil te Gibeon, en gij, maan, in het dal van Ajalon!
En de zon stond stil, en de maan bleef staan, totdat zich het volk aan zijn vijanden gewroken had. Is dit niet geschreven in het boek des oprechten? De zon nu stond stil in het midden des hemels, en haastte niet onder te gaan omtrent een volkomen dag.
Tegenwoordig vinden de meeste christenen dat deze Bijbelteksten niet letterlijk genomen moeten worden, maar dat hier alleen gedoeld wordt op de beweging van de hemellichamen zoals je die waarneemt en niet zoals die misschien in werkelijkheid is.
Een ander argument van moderne geocentristen is dat er in de moderne natuurwetenschappen geen voorkeur is voor een bepaald referentiestelsel. Zoals hierboven staat beschreven, kunnen volgens de algemene relativiteitstheorie alle fysische processen intern consistent worden beschreven en verklaard in een willekeurig referentiestelsel. Aangezien er dus geen referentiestelsel is dat de voorkeur verdient op welke manier dan ook, argumenteren sommigen dat het geocentrische model speciaal is om religieuze redenen.